# Progetto inedito di Michael Jackson
Durante il primo decennio del 2001, il cantante americano Michael Jackson aveva iniziato a lavorare a un progetto inedito che viene spesso definito dai fan come "l'undicesimo album in studio" (benché non sia mai stato esplicitato, risultava comunque una possibilità).
Il progetto era in lavorazione tra il 2002 e il 2009 ma fu scartato a seguito della morte del cantante.
Va comunque ricordato che nulla di ufficiale è mai stato mostrato o rivelato sul progetto, per cui risulta molto difficile anche solo delineare quale sarebbe stato il suo fine (non si conoscono le canzoni e sembra che il progetto sia stato ricominciato da capo varie volte). Questa voce si occuperà sia delle informazioni confermate sull'album che delle varie speculazioni che circolavano intorno ad esso negli anni.

## Storia

### Antefatti
Nel 2001 venne pubblicato l'album Invincible, che ebbe una storia travagliata a causa dei conflitti tra il cantante e la Sony Music. Il CEO Tommy Mottola aveva infatti esteso il contratto col cantante al punto da controllare ogni suo futuro progetto, e Michael decise quindi di abbandonare l'etichetta del tutto per auto-produrre i suoi progetti futuri. Questo risultò però nella cancellazione di ogni campagna di pubblicizzazione per l'album che ebbe comunque successo (es. You Rock My World) ma molto meno comparato ai precedenti album. Si tratta dell'ultimo album solista di Michael, ma come confermato da lui stesso, non ha mai smesso di scrivere canzoni e anzi, il periodo degli anni 2000 è stato molto prolifico per il cantante, per quanto molte delle canzoni siano rimaste inedite e nascoste al pubblico, seppur con gli occasionali leak.
Nel 2003 pubblicò il singolo What More Can I Give con il suo supergruppo The All-Stars, che era stato concepito come singolo benefico a seguito degli attentati dell'11 settembre, ma il singolo venne rilasciato solo digitalmente; fu seguito da One More Chance, pubblicato nella raccolta Number Ones, il cui video musicale non fu mai completato, e poi da The Ultimate Collection, raccolta di canzoni precedentemente inedite, che il cantante non ha mai apprezzato. Jackson entrò poi in un periodo buio della sua vita, segnato da crisi finanziarie, la battaglia con la Sony il processo del 2005.

### Rumor sul progetto
Le prime speculazioni su un possibile nuovo album del cantante iniziarono nel 2003, infatti iniziò a circolare una voce su come Michael avesse dovuto pubblicare un nuovo LP chiamato Resurrection, ma la voce è stata largamente smentita, non essendoci fonti o informazioni sull'album.
Dopo il tribunale e l'assoluzione dalle accuse, Jackson si ritirò in Bahrein per l'anno seguente, a casa dello sceicco Abdullah bin Hamad Al Khalifa, con cui si teorizza abbia composto delle canzoni inedite, ma di nuovo si tratta di speculazioni non confermate. 
Nel 2007 si espanse un nuovo rumor su un presunto album chiamato 7even, anche quest'ultimo una probabile bufala, sebbene il cantante fosse effettivamente a lavoro per un progetto affiliato alla canzone Xscape (riutilizzato per l'omonimo album postumo) nel 2007, ma di cui non si sa nulla. Sempre di questo anno è l'album cancellato Bible, in collaborazione con Eddie Cascio e James Porte e registrato in New Jersey, da cui provengono alcune delle canzoni di Michael, sebbene l'autenticità delle tracce sia dubbia.

### Informazioni veritiere
È risaputo che Michael non smise mai di sperimentare con nuova musica, si sa per esempio che registrò alcuni pezzi con Brad Buxer e Michael Prince, come Days in Gloucestershire, registrata dai tre al Neverland Ranch intorno al 2004 e in seguito trapelata interamente sul web.
Poco dopo Jackson si trasferì in Irlanda dove, oltre a riformare un nuovo supergruppo (che includeva il fratello Jermaine, Snoop Dogg e R. Kelly) per registrare il pezzo I Have This Dream, mai completato, iniziò una collaborazione con will.i.am dei Black Eyed Peas, con cui registrò moltissime demo, tipo I'm Still the King, demo che erano intese per il ritorno alle scene di Michael.
Trasferitosi a Las Vegas nel 2008, iniziò a lavorare a Thriller 25, continuando la collaborazione con will.i.am ma iniziandone di nuove con R. Kelly, Kanye West, Akon e Neff-U, inoltre si riunì con Rod Temperton a cui suonò alcune demo e lavorò con Usher e T-Pain al singolo Stop Playin', che però venne annullato dopo che uno dei collaboratori la trapelò accidentalmente. Risulta che l'album fosse previsto già per il 2008 e avrebbe incluso Chris Brown, Lenny Kravitz e Teddy Riley, venendo definito "l'Off the Wall per le nuove generazioni", ma il progetto non si concretizzò in tempo e venne posticipato.
Successivamente si trasferì per l'ultima volta a Holmby Hills dove entrò in contatto con David Michael Frank, che aveva già collaborato col cantante per il brano You Were There, suonato una singola volta nel 1990, stando alle parole di quest'ultimo Michael "aveva già metà del progetto nella sua mente, infatti immaginava il beat mentre decidevamo gli strumenti", il progetto doveva a quanto pare essere di musica classica o jazz.
Con l'annuncio del residency show This Is It, furono interrotti i lavori per i nuovi progetti, ma il cantante continuò a scrivere brevi pezzi fino a poco prima della sua morte, infatti furono ritrovati nella sua stanza dei promemoria per finire il testo di alcune canzoni e delle casse piene di registrazioni inedite, prese dalla famiglia e poi date all'Estate, mentre alcune vennero rubate da Jeffré Phillips, ex-fidanzato di La Toya Jackson. Del resto risulta difficile trarre abbastanza informazioni veritiere sull'album, vista la grande presenza di rumor e possibili bufale, e informazioni chiave non furono mai rivelate.

#### Conferma ufficiale
Michael Prince confermò ufficialmente i rumor sull'esistenza dell'album durante una puntata del podcast MJCast, spiegando che invece di un album effettivo Jackson avrebbe preferito pubblicare singoli digitali separati, permettendo a ogni canzone di avere successo per poi venire riuniti in un EP, simile al modo con cui le canzoni di Thriller furono pubblicate. Ovviamente non si avverò, visto che il cantante morì prima di un annuncio ufficiale (che sarebbe probabilmente avvenuto dopo This Is It).
(Michael Jackson a Michael Prince)

## Tracce
Come si può evincere, ben poco è noto sull'album, data la bassa quantità di informazioni che possono essere confermate. Non esiste quindi una precisa tracklist dell'album, visto che il tutto fu abbandonato in uno stato molto primitivo, non avendo l'album nemmeno un nome ufficiale. Inoltre è possibile, visto il lungo periodo di registrazione, che l'idea dell'album sia stata cambiata molto  frequentemente.
Almeno una cinquantina di canzoni erano state ideate per l'album, e di queste non si conoscono esattamente quali sarebbero potute finire in esso (con l'eccezione di Hold My Hand che era stata confermata).
Altre potenziali includono collaborazioni non specificate con Brad Buxer, Akon, will.i.am, Deepak Chopra, Ne-Yo, RedOne, Neff-U ed altri.